# Il mostro magnetico
Il mostro magnetico (The Magnetic Monster) è un film indipendente del 1953 diretto da Curt Siodmak e, non accreditato, Herbert L. Strock.
Il mostro magnetico è il primo lungometraggio della trilogia "Office of Scientific Investigation" (OSI) di Ivan Tors, al quale hanno fatto seguito Esploratori dell'infinito (1954) e Attacco alla base spaziale U.S. (1954).

## Trama
Due agenti dell'Ufficio di Investigazioni Scientifiche (UIS), il dottor Jeffrey Stewart e il dottor Dan Forbes, vengono inviati in un negozio di elettrodomestici locale per scoprire la ragione per cui tutti gli orologi si sono fermati allo stesso tempo e gli articoli in metallo si sono magnetizzati. I due agenti scoprono che nell'ufficio situato direttamente sopra il negozio, dove si trovano varie attrezzature scientifiche oltre che un cadavere, sono presenti tracce di radiazioni. Appare chiaro fin da subito che la causa delle anomalie verificatesi nel negozio non si trova più nella stanza o nelle immediate vicinanze.
L'indagine degli agenti li conduce ad un volo di una compagnia aerea che trasporta uno scienziato, il dottor Howard Denker, che ha sviluppato segni di malattia legata alle radiazioni e che porta con sé una pesante valigetta. Prima di morire l'uomo confessa ai due agenti di aver creato un isotopo radioattivo artificiale, il serranio, che ha bombardato con particelle alfa per 200 ore (8 giorni e 8 ore). Sfortunatamente, l'elemento inizialmente microscopico ha assunto una vita propria: il nuovo isotopo instabile deve assorbire energia dall'ambiente circostante ogni undici ore; ad ogni ciclo, raddoppia sia in dimensioni che in massa, rilasciando radiazioni mortali ed un'energia magnetica incredibilmente intensa.
I funzionari dell'UIS determinano che, con il suo tasso di crescita, sarà solo una questione di settimane prima che l'isotopo diventi abbastanza pesante da influenzare la rotazione della Terra sul suo asse, facendola uscire dall'orbita del sole. Stewart ipotizza che l'isotopo potrebbe essere "sovralimentato" e bombardato con energia sufficiente fino al suo punto critico e alla sua fissione in due elementi separati e stabili, ma i calcoli del computer indicano che questo processo richiederebbe quasi un gigavolt di elettricità. L'unica possibilità sembra essere l'utilizzo di un generatore di corrente sperimentale canadese, soprannominato Deltatrone, costruito in Nuova Scozia in una caverna sotto l'oceano.
I due governi concordano su questa proposta e l'isotopo viene trasportato al sito del progetto Deltatrone, ma c'è un'obiezione dell'ultimo minuto da parte dell'ingegnere responsabile dell'impianto canadese. Con il tempo agli sgoccioli, Stewart requisisce l'enorme dispositivo, una macchina a più piani che riempie le caverne, rischia la vita attivandolo e aumentandolo fino alla massima potenza e si mette in salvo appena in tempo. La macchina si accende e l'isotopo viene spinto con successo oltre i suoi limiti, distruggendolo completamente, sebbene anche il Deltatrone rimanga distrutto nel processo.
La Terra è stata salvata dalla distruzione grazie agli sforzi dell'UIS. La vita torna alla normalità e il dottor Stewart può trasferirsi con la moglie incinta Connie nella casa che hanno acquistato.

## Produzione
Il film è stato girato con un budget stimato di 105.000 dollari.
Per il Deltatrone, il film ha utilizzato dieci minuti di riprese del distruttore di atomi del thriller fantascientifico tedesco Oro (1934), diretto da Karl Hartl e prodotto dalla UFA.

## Curiosità
Il mostro magnetico ha segnato la prima incursione di Carlson nella fantascienza e nell'horror; avrebbe proseguito nel genere con Destinazione... Terra! (1953), Il labirinto (1953), Esploratori dell'infinito (1954), Il mostro della laguna nera (1954) e in serie televisive come Thriller e Viaggio in fondo al mare.

## Accoglienza

### Critica
Fantafilm definisce Il mostro magnetico un "film a basso costo che, contrariamente alla tendenza di quegli anni, non focalizza pericoli portati da mondi alieni o da ideologie avverse, ma individua in un fenomeno fisico spinto alle conseguenze estreme il rischio della fine."